# تيم سميتس
تيم سميتس (بالإنجليزية: Tim Smits)‏ (11 أبريل 1986 ببريزبان في أستراليا - ) هو لاعب كرة قدم أسترالي في مركز الهجوم. شارك مع منتخب أستراليا تحت 17 سنة لكرة القدم. أما مع النوادي، فقد لعب مع روتشيدال روفرز ونادي بريزبان رور وOlympic FC ‏ وPine Rivers United SC ‏.

## وصلات خارجية
- تيم سميتس على موقع قاعدة بيانات كرة القدم.إي يو (الإنجليزية)